# بول كوهن
بول كوهن (بالإنجليزية: Paul Kuhn )‏، ( 12 سبتمبر 1874 , ألمانيا - 20 يونيو 1966 , نيويورك ) مُغني أُوبِرالي ألماني من طَبقة التينور مُتَخَصص في أوبرا البوفا.
دَرَسَ الغناء في مدينة بريسلا عام 1899, وبدأ بَعدها الغناء في دور الأوبرا والمهرجانات في ألمانيا والنمسا مثل مهرجان سالزبورغ، ودار الأوبرا البافارية، ومهرجان بايرويت وفي عام 1916 شارك في العرض العالمي الأول للمُغني الأوبرالي الشَهير إريك فولفغانغ كورنغولد في مسرح ميونيخ الوطني. هاجر في عام 1933 إلى الولايات المتحدة مع زوجته شارلوت كوهن برونر لأسباب سِياسية.